# فرانسیس اردلی
فرانسیس اردلی (انگلیسی: Francis Eardley؛ 1885 – ۱۹۵۴ (۶۸−۶۹ سال)) بازیکن فوتبال اهل بریتانیا بود.
از باشگاه‌هایی که در آن بازی کرده‌است می‌توان به باشگاه فوتبال استوک سیتی و باشگاه فوتبال پورت ویل اشاره کرد.